# Longhu
Longhu  léase Long-Ju (en chino simplificado, 龙湖区; pinyin, Lónghú qū lit: lago Dragón)  es un distrito urbano bajo la administración directa de la ciudad-prefectura de Shantou. Se ubica al este de la provincia de Cantón, en el sur de la República Popular China. Su área es de 124 km² y su población total para 2018 fue más de 1/2 millón de habitantes.

## Administración
El distrito de Longhu  se divide en 10 pueblos que se administran en subdistritos.